# Колонг (Приморски Алпи)
Колонг (фр. Collongues) насеље је и општина у Француској у региону Прованса-Алпи-Азурна обала, у департману Приморски Алпи која припада префектури Грас.
По подацима из 2011. године у општини је живело 101 становника, а густина насељености је износила 9,37 становника/km². Општина се простире на површини од 10,78 km². Налази се на средњој надморској висини од 628 метара (максималној 1.200 m, а минималној 574 m).

## Демографија
| 1962. | 1968. | 1975. | 1982. | 1990. | 1999. | 2011. |
| ----- | ----- | ----- | ----- | ----- | ----- | ----- |
| 57    | 58    | 65    | 121   | 116   | 102   | 101   |

График промене броја становника у току последњих година